# Ilha Belene
A ilha Belene (em búlgaro:  остров Белене, Ostrov Belene) ou Ilha Persin (остров Персин, ostrov Persin) é uma ilha do rio Danúbio, pertencente à Bulgária. É a maior ilha da Bulgária. 
A fronteira Bulgária-Roménia no rio Danúbio contorna o norte da ilha. Belene tem 14,5 km de comprimento por 6 km de largura e fica a norte da cidade de Belene. Constitui a quarta maior ilha do Danúbio: durante uma maré média tem 41,078 km2 de área. Durante a maré alta, partes da ilha ficam submersas.
Belene faz parte do complexo das Ilhas Belene e do Parque Natural Persina, que é habitat de mais de 170 espécies de aves aquáticas raras.
A ilha é famosa por ter sido a sede do campo de concentração de Belene, que lá funcionou durante a detenção de presos políticos entre 1949-1953 e 1956-1959. A prisão de Belene continua a funcionar como centro penitenciário na parte ocidental da ilha, enquanto que a parte oriental é hoje uma reserva natural administrada pelo estado búlgaro.